# كريستيان فلاد
كريستيان فلاد (بالرومانية: Cristian Vlad)‏ هو لاعب كرة قدم روماني في مركز حراسة المرمى، ولد في 18 فبراير 1977 في Boldești-Scăeni ‏ في رومانيا. لعب مع أونيريا أورزيتشيني ونادي أسترا جورجو ونادي أوتسيلول غالاتسي ونادي بترولول بلويشتي ونادي بياترا نيامتس.